# Cormorano alla cacciatora
Il cormorano alla cacciatora, o pallante alla cacciatora in dialetto viareggino, era un antico piatto tradizionale preparato dai pescatori di Viareggio, generalmente durante le uscite in mare. Le preparazioni in umido sono molto tipiche della cucina viareggina e della cucina toscana in generale. Non è più possibile preparare questo piatto a causa delle limitazioni normative alla cattura dei cormorani.

## Origine
I cormorani costituivano un'accessibile e relativamente abbondante fonte di carne per i pescatori, durante le lunghe uscite in mare. I cormorani venivano catturati tramite robuste lenze fuori bordo, alle estremità delle quali erano fissati rampini con pesci o interiora di pesce. Al momento in cui il cormorano si buttava sull'esca, la lenza veniva strattonata. Una volta a bordo, l'animale veniva ucciso e macellato. Prima di consumarlo veniva generalmente fatto frollare in ghiacciaia.

## Preparazione
La preparazione era simile a quella del pollo alla cacciatora, con una base di passata di pomodoro ed eventualmente olive o altre verdure.